# Pierre Brasseur
Pour les articles homonymes, voir Espinasse, Pierre Brasseur (homonymie) et Brasseur.
Pierre Brasseur est un acteur français né le 22 décembre 1905 à Paris (17e) et mort le 14 août 1972 à Brunico (Italie). Membre d'une dynastie de comédiens célèbres, il est le père de Claude Brasseur et grand-père d'Alexandre Brasseur.

## Biographie

### Jeunesse
Pierre Albert Espinasse naît le 22 décembre 1905 à Paris dans le 17e arrondissement, 14 rue Darcet. Il est le fils de l'acteur Georges Albert Espinasse et de l'actrice Germaine Nelly Brasseur. Son père meurt alors qu'il n'a pas un an et il adopte par la suite, le patronyme de sa mère comme nom de scène.
Âgé de six ans, il est témoin d'une des premières attaques de la bande à Bonnot et compte parmi ses amis d'enfance, Jean Gabin.

### Carrière
Après ses études, il échoue au concours d'entrée du Conservatoire de Paris puis il suit des cours d'art dramatique dispensés par les acteurs Harry Baur et Fernand Ledoux, au théâtre Maubel.

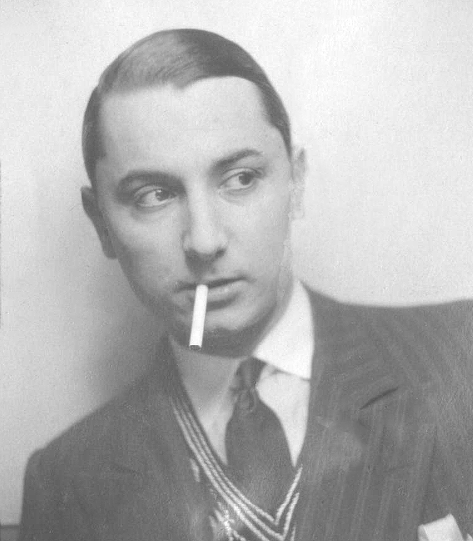
Pierre Brasseur en 1943. Photo d'identité (Sacem).

Il devient l'intime de  Pablo Picasso, Jean Cocteau, Max Jacob, de Louis Aragon qui l'introduit dans le groupe surréaliste où il fait la connaissance d'André Breton, Paul Éluard, Benjamin Péret, Raymond Queneau. Grâce à Aragon, Robert Desnos et Jacques Prévert, il publie ses premiers textes dans La Révolution surréaliste. Il signe ensuite plusieurs pièces : L'Ancre noire (1927), Sainte Cécile (1944), Un ange passe (1943) et L'Enfant de Poméranie (1945).
En 1924, il fait à la fois ses débuts au théâtre, chez Lugné-Poe au théâtre de l'Œuvre ainsi qu'au cinéma, avec Jean Renoir dans La Fille de l'eau. Il incarne principalement à cette époque, des personnages de gigolos puis il rencontre Jacques Prévert, lequel va influencer sa carrière. Il trouve son premier vrai grand rôle dans l'interprétation du peintre alcoolique du film Lumière d'été réalisé par Jean Grémillon.
Déjà renommé comme acteur de théâtre, il devient populaire auprès d'un plus large public grâce à son interprétation dans Le Quai des brumes de Marcel Carné puis avec son rôle de Frédérick Lemaître, dans Les Enfants du paradis. Il délivre une interprétation remarquée de Lucien Maublanc, le rejeté des Grandes Familles, d'après l'œuvre de Maurice Druon, dans un face-à-face marquant avec Jean Gabin.
Bien qu'il multiplie les apparitions au cinéma, sa véritable passion consiste à jouer sur les planches. Il triomphe avec Le Sexe faible d'Édouard Bourdet, dans Kean, où il incarne le grand acteur anglais raconté par Alexandre Dumas, dans Les Mains sales et Le Diable et le Bon Dieu de Jean-Paul Sartre, comme dans Tchao de Marc-Gilbert Sauvajon ou dans Dom Juan aux Enfers de George Bernard Shaw aux côtés de Paul Meurisse.

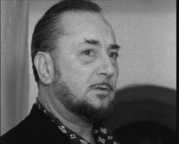
Pierre Brasseur en 1961 dans Mon frère Jacques de Pierre Prévert.

En 1953, il incarne deux films de Georges Combret, La Pocharde et Raspoutine. En 1966, dans un rôle à contre-emploi, il campe un truculent général Géranium dans le film de Philippe de Broca Le Roi de cœur.
En 1957, il insiste pour avoir Georges Brassens comme protagoniste dans Porte des Lilas de René Clair, seul film dans lequel le chanteur joue un rôle autre que le sien.
Il publie en 1972 son autobiographie, Ma vie en vrac, qu'il présente à la télévision dans l'émission littéraire Italiques.
Il fait l'une de ses dernières apparitions à l'écran dans l'épisode Meurtre par intérim de la série télévisée policière Cinq Dernières Minutes avec Raymond Souplex. Dans cet épisode où il incarne un entrepreneur en bâtiment surmené et menacé, il tourne une scène avec Rellys dont ce sera l'avant-dernier rôle à l'écran. Lors de la scène, un médecin venu ausculter la femme de Rellys lui prédit une crise cardiaque et lui demande de passer sans tarder à son cabinet.

### Décès

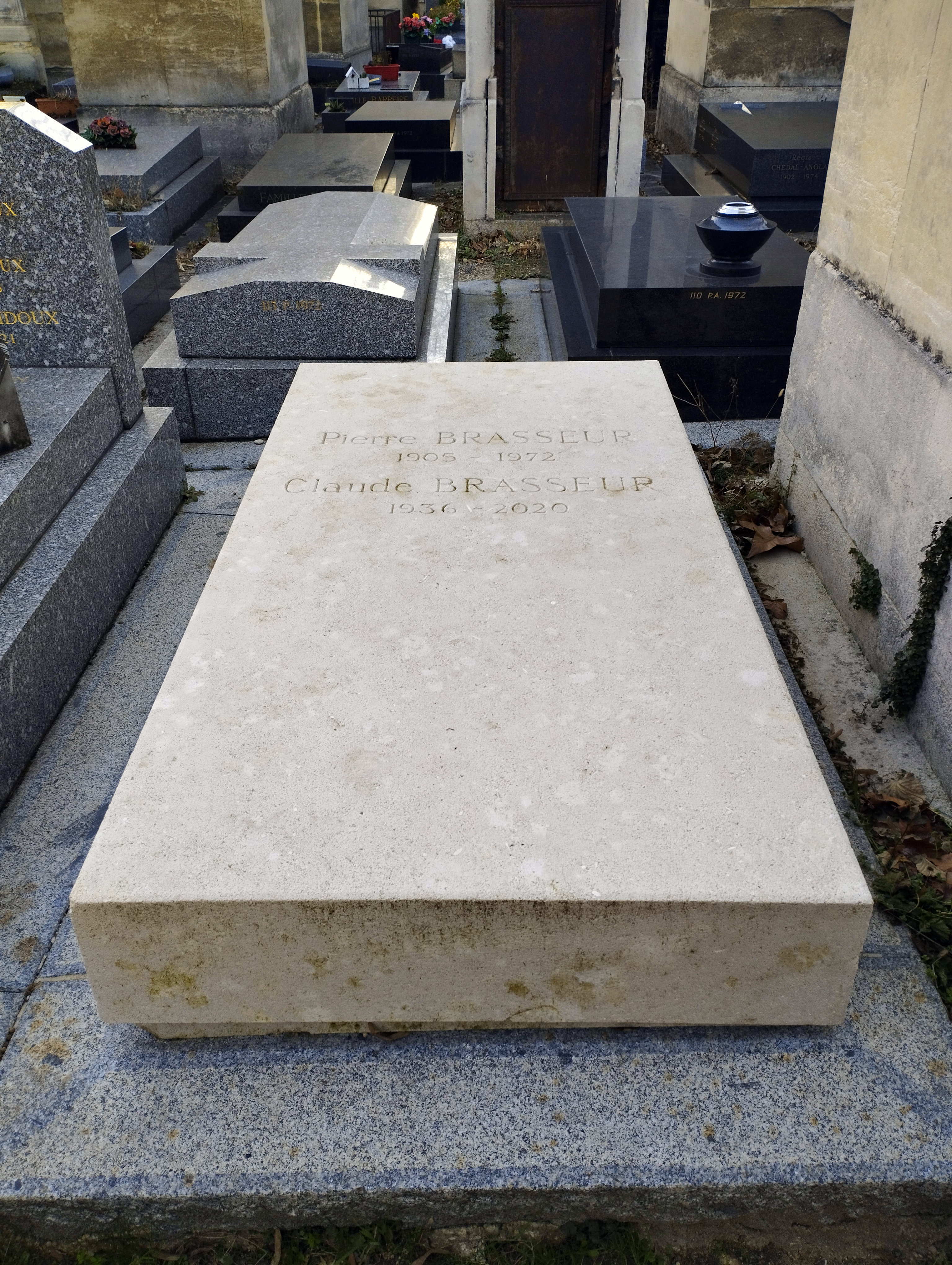
Tombe de Pierre et Claude Brasseur au cimetière du Père-Lachaise (division 59).

La réalité rejoint la fiction quelques semaines après ce tournage : à la suite d'une crise d'emphysème, Pierre Brasseur meurt d'une crise cardiaque, le 14 août 1972 à Brunico en Italie à l'âge de 66 ans, sur le tournage de La Plus Belle Soirée de ma vie. Il est inhumé au cimetière du Père-Lachaise (division 59).

### Vie privée
Le 16 août 1935, il épouse l'actrice Odette Joyeux (1914-2000) à la mairie du 4e arrondissement. Celle-ci lui donne un fils, Claude (1936-2020). Pierre Brasseur est ainsi le grand-père d’Alexandre (1971).
Il divorce d’Odette Joyeux le 23 juillet 1945, puis épouse le 12 mai 1947 à la mairie du 8e arrondissement la pianiste Lina Angelina Magrini (1920-1970), dont il divorce le 25 mars 1969. Il vit jusqu'à sa mort avec la chanteuse Catherine Sauvage (1929-1998).

## Théâtre

### En tant que comédien
- 1922 : La Farce de Philippe Le Bon de Jehan Ricourt des Bourghies, théâtre Albert 1er
- 1925 : Le Greluchon délicat de Jacques Natanson, théâtre de Bruxelles
- 1925 : Le Singe qui parle de René Fauchois, Comédie-Caumartin
- 1925 : Roméo et Juliette de Shakespeare, adaptation de Jean Cocteau, La Cigale
- 1926 : Le Cœur ébloui de Lucien Descaves, mise en scène Lugné-Poe, théâtre Daunou
- 1929 : Le Sexe faible d'Édouard Bourdet, théâtre de la Michodière
- 1934 : Ma sœur de luxe d'André Birabeau, tournées Karsenty
- 1935 : Grisou de Pierre Brasseur, mise en scène René Rocher, théâtre du Vieux-Colombier
- 1936 : On ne badine pas avec l'amour d'Alfred de Musset, théâtre Daunou
- 1937 : Rêves sans provision de Ronald Gow, mise en scène Alice Cocéa, comédie des Champs-Élysées
- 1937 : L'Homme qui se donnait la comédie d'Emlyn Williams, mise en scène Pierre Brasseur, théâtre Antoine
- 1940 : Un ange passe de et mise en scène Pierre Brasseur, théâtre La Bruyère
- 1940-1941 : Domino de Marcel Achard, tournée en zone libre
- 1943 : Un ange passe de et mise en scène Pierre Brasseur, théâtre de l'Ambigu
- 1943 : Voulez-vous jouer avec moâ ? de Marcel Achard, mise en scène Pierre Brasseur, théâtre des Bouffes-Parisiens
- 1946 : Un ange passe de et mise en scène Pierre Brasseur, théâtre La Bruyère
- 1948 : L'État de siège d'Albert Camus, mise en scène Jean-Louis Barrault, théâtre Marigny
- 1948 : Partage de midi de Paul Claudel, mise en scène Jean-Louis Barrault, théâtre Marigny
- 1949 : Partage de midi de Paul Claudel, mise en scène Jean-Louis Barrault, théâtre des Célestins
- 1949 : Le Bossu de Paul Féval et Auguste Anicet-Bourgeois, mise en scène Jean-Louis Barrault, théâtre Marigny
- 1951-1952 : Le Diable et le Bon Dieu de Jean-Paul Sartre, mise en scène Louis Jouvet, théâtre Antoine
- 1953 : Kean de Jean-Paul Sartre d'après Alexandre Dumas, mise en scène Pierre Brasseur, théâtre Sarah-Bernhardt
- 1956 : Ornifle ou le Courant d'air de Jean Anouilh, comédie des Champs-Élysées
- 1957 : La Mégère apprivoisée de William Shakespeare, mise en scène Georges Vitaly, théâtre de l'Athénée
- 1958 : Don Juan d'Henry de Montherlant, mise en scène Georges Vitaly, théâtre de l'Athénée
- 1958-1959 : L'Enfant du dimanche de Pierre Brasseur, mise en scène Pierre Valde, théâtre Édouard-VII, théâtre de Paris
- 1960 : Le Diable et le Bon Dieu de Jean-Paul Sartre, tournée
- 1960 : Un ange passe de et mise en scène Pierre Brasseur, théâtre des Célestins
- 1961 : Cher Menteur de Jérôme Kilty, théâtre de l'Athénée
- 1961 : Partage de midi de Paul Claudel, mise en scène Jean-Louis Barrault, Odéon-Théâtre de France
- 1963 : Le Roi de l'univers de Gabriel Arout, tournée
- 1964 : Tim de Pol Quentin, mise en scène Jacques-Henri Duval, théâtre Édouard-VII
- 1965 : Don Juan aux enfers de George Bernard Shaw, mise en scène Raymond Gérôme, théâtre de la Madeleine
- 1966 : Le Retour d'Harold Pinter, mise en scène Claude Régy, théâtre de Paris
- 1967 : La Famille écarlate de Jean-Loup Dabadie, mise en scène Gérard Vergez, théâtre de Paris
- 1969 : Tchao ! de Marc-Gilbert Sauvajon, mise en scène Jacques-Henri Duval, théâtre Saint-Georges
- 1971 : Tchao ! de Marc-Gilbert Sauvajon, mise en scène Jacques-Henri Duval, théâtre des Célestins, tournée Herbert-Karsenty
- Le Boucher de Pirandello (67/70 ?)

### En tant qu'auteur
- 1926 : L'Ancre noire de Pierre Brasseur, mise en scène Lugné-Poe, théâtre de l'Œuvre
- 1928 : Hommes du monde de Pierre Brasseur, mise en scène Lugné-Poe, théâtre de l'Œuvre
- 1928 : Tu pourrais ne pas m'aimer de Pierre Brasseur, mise en scène Lugné-Poe, théâtre de l'Œuvre
- 1935 : Grisou de Pierre Brasseur et Marcel Dalio, théâtre du Vieux-Colombier
- 1940 : Un ange passe de et mise en scène Pierre Brasseur, théâtre La Bruyère

### En tant que metteur en scène
- 1937 : L'Homme qui se donnait la comédie d'Emlyn Williams, théâtre Antoine
- 1940 : Un ange passe de Pierre Brasseur, théâtre La Bruyère
- 1943 : Voulez-vous jouer avec moâ ? de Marcel Achard, théâtre des Bouffes-Parisiens
- 1953 : Kean de Jean-Paul Sartre d'après Alexandre Dumas, théâtre Sarah-Bernhardt
- 1960 : Un ange passe de Pierre Brasseur, théâtre des Célestins

## Filmographie

### Cinéma
- 1924 : La Fille de l'eau de Jean Renoir
- 1924 : Catherine d'Albert Dieudonné : le type de l'appareil à sous
- 1925 : Madame Sans-Gêne de Léonce Perret
- 1927 : Feu ! de Jacques de Baroncelli

- 1930 : Ce qu'on dit, ce qu'on pense, court-métrage dont l’auteur est inconnu
- 1930 : Un trou dans le mur de René Barberis : Anatole
- 1931 : Circulez ! de Jean de Limur : Jean Dupont-Desroches
- 1931 : Papa sans le savoir de Robert Wyler : Jean
- 1931 : Un rêve blond d'André Daven et Paul Martin : Maurice II
- 1932 : La Chanson d'une nuit d'Anatole Litvak : Koretzky
- 1932 : Une faim de loup, court-métrage de Germain Fried et Constantin Morskoï
- 1932 : IF1 ne répond plus de Karl Hartl : Georges
- 1932 : Moi et l'Impératrice de Paul Martin et Friedrich Hollaender : Didier
- 1932 : Mon ami Victor d'André Berthomieu : Edgard Flachon
- 1932 : Quick de Robert Siodmak : Maxime
- 1932 : Le Vainqueur d'Hans Hinrich et Paul Martin : Hunter
- 1932 : Voyage de noces d'Erich Schmidt et Germain Fried : Rudi
- 1933 : Une heure de rêve, court-métrage de Joseph Tzipine
- 1933 : Je suis un as, court-métrage de Joseph Tzipine
- 1933 : Le Médecin de service, court-métrage d'André Cerf
- 1933 : L'Oncle de Pékin de Jacques Darmont : Philippe
- 1933 : Le Sexe faible de Robert Siodmak : Jimmy
- 1933 : Vacances conjugales, court-métrage d'Edmond T. Gréville : Pierre
- 1934 : Caravane de Erik Charell : le lieutenant Tokaï
- 1934 : Incognito de Kurt Gerron : Marcel, le garçon de café
- 1934 : Une étoile filante, court-métrage de Jean-Louis Bouquet
- 1934 : La Garnison amoureuse de Max de Vaucorbeil : Pierre
- 1934  : Jonny, haute-couture de Serge de Poligny : Jonny
- 1934 : Le Miroir aux alouettes de Hans Steinhoff et Roger Le Bon : Jean Forrestier
- 1935 : Quadrille d'amour  de Richard Eichberg et Germain Fried : Robert Lancelot
- 1935 : Le Bébé de l'escadron ou Quand la vie était belle de René Sti : Max
- 1935 : Bout de chou de Henry Wulschleger : Georges Darnetal
- 1935 : Jeunesse d'abord de Jean Stelli et Claude Heymann : Stéphane Minot
- 1935 : Un oiseau rare de Richard Pottier : Jean Berthier
- 1936 : Une femme qui se partage de Maurice Cammage : Louis Cornette
- 1936 : Le Mari rêvé de Roger Capellani : René Daroy
- 1936 : Passé à vendre de René Pujol : Bob
- 1936 : Les Pattes de mouches de Jean Grémillon : Michel
- 1936 : Prête-moi ta femme de Maurice Cammage : Gontran
- 1936 : La Reine des resquilleuses de Max Glass : Fred Woolson
- 1936 : La Valse éternelle de Max Neufeld : le prince Georges
- 1936 : Vous n'avez rien à déclarer de Léo Joannon : Edmond de Trivelin
- 1937 : Mademoiselle ma mère d'Henri Decoin : Georges Letournel
- 1937 : Le Schpountz de Marcel Pagnol : Cousine
- 1937 : Claudine à l'école de Serge de Poligny : le docteur Dubois
- 1938 : Café de Paris de Georges Lacombe et Yves Mirande : Le Rec
- 1938 : Hercule d'Alexander Esway : Bastien
- 1938 : Frères corses de Géo Kelber : Tonio
- 1938 : Le Roman d'un génie (Giuseppe Verdi) de Carmine Gallone : Alexandre Dumas
- 1938 : Gosse de riche de Maurice de Canonge : Pierre Mougins
- 1938 : Grisou[11] de Maurice de Canonge : Hagnauer
- 1938 : Le Quai des brumes de Marcel Carné : Lucien
- 1939 : Le Père Lebonnard de Jean de Limur : Alfredo Lebonnard
- 1939 : Visages de femmes de René Guissart : Georges Legrand
- 1939 : Le Chemin de l'honneur de Jean-Paul Paulin : le lieutenant Dierminoff
- 1939 : Dernière Jeunesse de Jeff Musso : Frossard
- 1939 : Frères d'Afrique (film resté inachevé) d'Aimée Navarra
- 1939 : Sixième Étage de Maurice Cloche : Jonval

- 1940 : Trois Argentins à Montmartre d'André Hugon : Toninett
- 1941 : Les Deux Timides d'Yves Allégret : Vancouvert
- 1941 : Tobie est un ange (film détruit) de Marc Allégret
- 1942 : La Croisée des chemins d'André Berthomieu : Hubert Epervans
- 1942 : Promesse à l'inconnue d'André Berthomieu : Lussac
- 1943 : Lumière d'été de Jean Grémillon : Roland Maillard
- 1943 : Adieu Léonard de Pierre Prévert : Bonnenfant
- 1943 : Le soleil a toujours raison de Pierre Billon : Gabriel, le marchand ambulant
- 1945 : Le Pays sans étoiles de Georges Lacombe : Jean-Thomas Pellerin / François-Charles Talacayud
- 1945 : Jéricho d'Henri Calef : Jean-César Morin
- 1945 : Les Enfants du paradis de Marcel Carné
  - Première époque : Le Boulevard du crime : Frédérick Lemaître, le comédien
  - Seconde époque : L'Homme blanc : Frédérick Lemaître
- 1946 : La Femme fatale de Jean Boyer : Jean Pleyard
- 1946 : L'Amour autour de la maison de Pierre de Hérain : Douze-apôtre
- 1946 : L'Arche de Noé d'Henry Jacques : Bitru
- 1946 : Pétrus de Marc Allégret : Rodriguez
- 1946 : Les Portes de la nuit de Marcel Carné : George
- 1947 : Croisière pour l'inconnu de Pierre Montazel : Émile Fréchisse
- 1948 : Rocambole de Jacques de Baroncelli : Rocambole
- 1948 : La Revanche de Baccarat (suite du film précédent) de Jacques de Baroncelli : Rocambole
- 1948 : Les Amants de Vérone d'André Cayatte : Raffaele
- 1948 : La Nuit blanche de Richard Pottier : Pierre
- 1948 : Le Secret de Monte-Cristo d'Albert Valentin : François Picard
- 1949 : Millionnaires d'un jour d'André Hunebelle : Francis
- 1949 : Julie de Carneilhan de Jacques Manuel : Herbert d'Espivant
- 1949 : Portrait d'un assassin de Roland-Bernard : Fabius
- 1950 : L'Homme de la Jamaïque de Maurice de Canonge : Jacques Merval
- 1950 : Maître après Dieu de Louis Daquin : le capitaine Joris Kniper
- 1950 : Souvenirs perdus, sketch La Statuette de Christian-Jaque : Philippe
- 1951 : From Renoir to Picasso
- 1951 : Barbe-Bleue de Christian-Jaque : Amédée de Salfère
- 1951 : Les Mains sales de Fernand Rivers : Hoederer
- 1952 : La Bergère et le Ramoneur, film d'animation de Paul Grimault : l'oiseau (voix)
- 1952 : Le Plaisir de Max Ophüls, sketch La Maison Tellier : Julien Ledentu
- 1952 : Le Rideau rouge d'André Barsacq : Ludovic Arns
- 1952 : Torticola contre Frankensberg, court métrage de Paul Paviot : apparition
- 1952 : Saint-Tropez, devoir de vacances, court métrage de Paul Paviot : lui-même
- 1952 : Les Soliloques du Pauvre ou Le Revenant, court métrage d'animation de Michel Drach : Pierre Brasseur récite un poème de Jehan-Rictus
- 1953 : La Pocharde de Georges Combret : Me Pierre Renneville
- 1954 : Vêtir ceux qui sont nus (Vestire gli ignudi) de Marcello Pagliero : Gorlier
- 1954 : Raspoutine de Georges Combret : Raspoutine
- 1955 : La Tour de Nesle d'Abel Gance : Léonet de Bournonville dit Buridan
- 1955 : Napoléon de Sacha Guitry : Barras
- 1955 : Oasis d'Yves Allégret : Antoine Vallin
- 1956 : Porte des Lilas de René Clair : Juju
- 1958 : Les Amants de demain[12] de Marcel Blistène
- 1958 : Les Grandes Familles de Denys de La Patellière : Lucien Maublanc
- 1958 : Sans famille d'André Michel : Jéroboam Driscoll
- 1958 : La Vie à deux de Clément Duhour : Pierre Careau
- 1959 : La Loi de Jules Dassin : Don Cesare
- 1959 : Messieurs les ronds de cuir d'Henri Diamant-Berger : M. Nègre
- 1959 : Carthage en flammes (Cartagine in fiamme) de Carmine Gallone : Sidon
- 1959 : La Tête contre les murs de Georges Franju : Dr Emery

- 1960 : Candide ou l'Optimisme au XXe siècle de Norbert Carbonnaux : Pangloss
- 1960 : Les Yeux sans visage de Georges Franju : le docteur Génessier
- 1960 : Le Dialogue des carmélites de Philippe Agostini : le commissaire du peuple
- 1960 : Vive Henri IV, vive l'amour de Claude Autant-Lara : Montmorency
- 1961 : Le Bateau d'Émile de Denys de La Patellière : François Larmentiel
- 1961 : Les Amours célèbres film à sketches inspiré des bandes dessinées de Paul Gordeaux, de Michel Boisrond : grand-duc Ernest de Wittelsbach dans le sketch Agnes Bernauer
- 1961 : Pleins Feux sur l'assassin de Georges Franju : comte Hervé de Keraudren
- 1961 : Le Bel Antonio (Il bell'Antonio) de Mauro Bolognini : Alfio Magnano
- 1961 : L'Affaire Nina B. de Robert Siodmak : Berrara
- 1961 : Les Petits Matins ou Mademoiselle Stop de Jacqueline Audry : Achille Pipermint
- 1962 : Rencontres de Philippe Agostini : Carl Krasner
- 1962 : Le crime ne paie pas, sketch L'Affaire Fenayrou de Gérard Oury : Martin Fenayrou
- 1962 : Les Bonnes Causes de Christian-Jaque : maître Cassidy, avocat
- 1963 : L'Abominable Homme des douanes de Marc Allégret : le tueur russe
- 1963 : Les Comédiens, court métrage de Jacques Tierry : lui-même
- 1964 : Le Coq du village (Liolà) d'Alessandro Blasetti : Simone Palumbo
- 1964 : Humour noir de Claude Autant-Lara : le guérisseur dans le sketch La Bestiole
- 1964 : Lucky Jo de Michel Deville : le commissaire principal
- 1964 : Le Magot de Josefa de Claude Autant-Lara : le maire
- 1964 : Un soir... par hasard d'Ivan Govar : Charles
- 1964  : Le Grain de sable de Pierre Kast : Georges Richter
- 1965 : Pas de caviar pour tante Olga de Jean Becker : Patache
- 1965 : L'Or du duc de Jacques Baratier : le Maharadjah (l'oncle)
- 1965 : La Métamorphose des cloportes de Pierre Granier-Deferre : Tonton
- 1965 : La Vie de château de Jean-Paul Rappeneau : Dimanche
- 1965 : Deux heures à tuer d'Ivan Govar : Laurent
- 1965 : Pas de panique de Sergio Gobbi : Toussaint
- 1966 : Un monde nouveau de Vittorio De Sica : le patron de Carlo, « Le Grec »
- 1966 : Le Roi de cœur de Philippe de Broca : le général Geranium
- 1966 : La Fille de la mer morte (Fortuna) de Menahem Golan : Bozaglo
- 1967 : Le Fou du labo 4 de Jacques Besnard : le père Ballanchon
- 1967 : Les oiseaux vont mourir au Pérou de Romain Gary : le mari
- 1967 : La Petite Vertu de Serge Korber : Polnik
- 1968 : Goto, l'île d'amour de Walerian Borowczyk : Goto
- 1968 : Sous le signe de Monte-Cristo d'André Hunebelle : l'abbé Faria

- 1970 : Macédoine ou La Femme sandwich de Jacques Scandelari : Bloch/Dupont
- 1971 : Les Mariés de l'an II de Jean-Paul Rappeneau : Gosselin
- 1972 : La Plus Belle Soirée de ma vie (La piu bella serata della mia vita) d'Ettore Scola : le comte de La Brunetière

### Télévision
- 1960 : Le Paysan parvenu de René Lucot : La Vallée
- 1970 : Les Frères Karamazov de Marcel Bluwal : Fiodor
- 1970 : La Fleur de Jacques Robain : un clochard
- 1970 : Au théâtre ce soir : Un ange passe de Pierre Brasseur, mise en scène de l'auteur, réalisation Pierre Sabbagh, théâtre Marigny : Florisse
- 1971 : La Brigade des maléfices de Claude Guillemot, épisodes La Septième Chaîne et La Créature : Diablegris
- 1973 : Les Cinq Dernières Minutes, épisode Meurtre par intérim de Claude Loursais : M. Tardenois

## Décorations
- Chevalier de la Légion d'honneur en 1966
- Commandeur de l'ordre des Arts et des Lettres en 1967

### Prix et récompenses
- Victoires du cinéma français 1958 : Meilleur acteur
- Étoiles de cristal 1958 :  : Meilleur acteur dans Porte des Lilas
- Prix du Brigadier 1961 :  Cher Menteur de Jerome Kilty au théâtre de l'Athénée

## Publication
- Ma vie en vrac, Calmann-Lévy, 1972 ; rééd. Ramsay Poche Cinéma no 26, 1986

### Filmographie (fiction)
- Dans le téléfilm Arletty, une passion coupable (2015) d'Arnaud Sélignac, il est joué par Marc Arnaud.

### Peinture
- Le peintre Raymond Guerrier a brossé un portrait de Pierre Brasseur.